# Лямин, Кирилл Алексеевич
Кири́лл Алексе́евич Ля́мин (род. 13 января 1986, Москва) — российский хоккеист, защитник. Воспитанник московского ЦСКА. Ассистент генерального менеджера омского «Авангарда».

## Карьера
Начал профессиональную карьеру в 2003 году в ЦСКА в возрасте 17 лет. В следующем году на драфте НХЛ был выбран во 2 раунде под общим 58 номером клубом «Оттава Сенаторз». В 2007 году Кирилл подписал контракт с подмосковным «Химиком», а спустя год стал игроком московского «Спартака». Перед началом сезона 2010/11 подписал двухлетний контракт с череповецкой «Северсталью». В первом сезоне стал основным защитником клуба, набрав 15 (4+11) очков в 55 матчах.
24 мая 2011 года, несмотря на действующий контракт со «сталеварами», Лямин перешёл в омский «Авангард», заключив с ним соглашение на 2 года.
7 мая 2017 года подписал контракт с екатеринбургским Автомобилистом.
3 июня 2019 года подписал контракт на один год с московским «Динамо».

### В сборной
В составе сборной России принимал участие в юниорском чемпионате мира 2004 года, на котором вместе с командой стал чемпионом, а также в молодёжном чемпионате мира 2006 года, где завоевал серебряные медали.

## Достижения
- Чемпион мира среди юниоров 2004.
- Серебряный призёр молодёжного чемпионата мира 2006.
- Финалист Кубка Гагарина 2012.

## Статистика
| Легенда | Легенда                    | Легенда | Легенда                   | Легенда | Легенда    |
| ------- | -------------------------- | ------- | ------------------------- | ------- | ---------- |
| И       | Количество проведённых игр | Штр     | Штрафное время            | +/−     | Плюс-минус |
| Г       | Голы                       | П       | Голевые передачи          | О       | Очки       |
| -       | Статистика неизвестна      | —       | Статистика не учитывалась |         |            |

### Клубная карьера
- a В этом сезоне в «Плей-офф» учитывается статистика игрока в Кубке Надежды.